# 黑腹沙蜥
黑腹沙蜥（学名：Phrynocephalus melanurus）一种分布于中华人民共和国新疆维吾尔自治区和哈萨克斯坦等地区的蜥蜴，隶属于鬣蜥科（飞蜥科）龙蜥属。本种原为乌拉尔沙蜥黑腹亚种（Phrynocephalus guttatus melanurus），现视为独立物种。

## 保护
本种于2023年被收录入《有重要生态、科学、社会价值的陆生野生动物名录》。